# 小袖屋
小袖屋（こそでや）は、山形県酒田市にあった呉服店・百貨店である。

## 歴史・概要
1882年（明治15年）に鈴木傳太郞が創業したのが始まりである。
1943年（昭和18年）に企業整理により廃業となったが、1949年（昭和24年）に再開した。
1951年（昭和26年）4月に資本金100万円で「株式会社 小袖屋」を設立して法人化した。
当店は、3層式のショーウィンドウを設置した店舗で、中2階やマネキンも効果的に配することで、地方の呉服店では困難とされた2階への買い物客の誘導に成功し、新たな呉服店の店舗形態とされた。
1957年（昭和32年）4月24日に小袖屋労働組合が結成された。
1963年（昭和38年）5月に鶴岡支店を開設し、同年12月に資本金150万円で「小袖屋外販株式会社」を設立して寝具・雑貨・家具部門を分離独立させた。
1969年（昭和44年）に百貨店を開業したが、1971年（昭和46年）8月30日に約11億円の負債をかかえて倒産した。
約5500人の友の会会員の会費約6500万円も負債に含まれていたが、この友の会も含めて大沼が引き受ける形で、友の会の会費の焦げ付きが回避されることになった。
同年11月20日に大沼酒田中央店が当店跡に開店した。

## 年表
- 1882年（明治15年） - 鈴木傳太郞が創業[2]。
- 1943年（昭和18年） - 企業整理により廃業[13]。
- 1949年（昭和24年） - 営業を再開[13]。
- 1951年（昭和26年）4月 - 資本金100万円で「株式会社 小袖屋」を設立して法人化[2]。
- 1953年（昭和28年）8月 - 資本金を260万円に増資[2]。
- 1955年（昭和30年）5月 - 資本金を410万円に増資[2]。
- 1957年（昭和32年）4月24日 - 小袖屋労働組合結成[15]。
- 1959年（昭和34年）6月 - 鉄筋コンクリート造4階建て727m2の店舗が完成[2]。資本金を1600万円に増資[2]。
- 1963年（昭和38年）
  - 5月 - 鶴岡支店を開設[8]。
  - 12月 - 資本金150万円で「小袖屋外販株式会社」を設立して寝具・雑貨・家具部門を分離独立[5]。
- 1969年（昭和44年） - 百貨店を開業[9]。
- 1971年（昭和46年）
  - 8月30日 - 約11億円の負債をかかえて倒産[10]。
  - 11月20日 - 当店跡に大沼酒田中央店が開店[12]。

## かつて存在した店舗
- 鶴岡店（鶴岡市下肴町19[7][17]、1963年（昭和38年）5月開店[8]）

売場面積43m2 → 369m2
- 鶴岡店（鶴岡市本町1-5-13[4]）

売場面積427m2